# Fontein van de Eeuwige Jeugd
De Fontein of Bron der (eeuwige) jeugd is een legendarische waterbron. Wie ervan gedronken heeft, wordt weer jong.
Verhalen over een mogelijke fontein worden al eeuwenlang waargenomen in alle uithoeken van de wereld. Zo verschenen ze al in beschrijvingen van Herodotus, de Alexanderromans en in de Pape Jan verhalen. Verhalen van vergelijkbare waterbronnen werden ook verteld door de inheemse bewoners van de Nieuwe wereld, zoals in het Caribische gebied gedurende de Eeuw van de Ontdekkingsreizen.

De Fontein der Jeugd door Lucas Cranach de Oude

## Eerste beschrijvingen
Herodotus vermeldt een fontein die een speciaal soort water bevat, gelokaliseerd in de binnenlanden van Ethiopië, het zou daarom zijn dat deze mensen een langere vitaliteit hadden. Al in de Alexanderromans wordt gesproken over een fontein of bron, die verjongend en helend zou werken. Alexander de Grote was ver in Azië geraakt, op zoek ernaar om de wonden van hem en zijn soldaten te laten genezen. Een verhaal over het 'Water van het leven' verschijnt in de Alexanderroman, waarin wordt beschreven dat Alexander de Grote en een diender samen het Land van Duisternis doorkruisten om de herstellende bron te vinden.

## Bimini
De eerste verhalen die in de Nieuwe Wereld werden verteld over de bron hadden een verbinding met het mythische land Bimini of Beniny, een land van voorspoed en enorme gezondheid. De bron was ogenschijnlijk te vinden op het eiland Boinca, hoewel latere interpretaties suggereerden dat het land te vinden was in de omgeving van de Bahama's. De indiaanse bevolking refereerde aan een locatie nabij de Golf van Honduras. De eilanden die tegenwoordig bekendstaan als de Bimini, heetten La Vieja gedurende de expeditie van Ponce. Volgens de legende hoorden de Spanjaarden over Bimini via de Arawakindianen in Hispaniola, Cuba en Puerto Rico. Het verhaal omvat kortom dit: Sequene, een Arawakstamhoofd, kon de legende niet weerstaan en ging op zoek naar de mogelijk helende bron. Hij verzamelde een groep avonturiers, zeilde vervolgens noordwaarts en keerde nooit meer terug.

## Juan Ponce de León en Florida

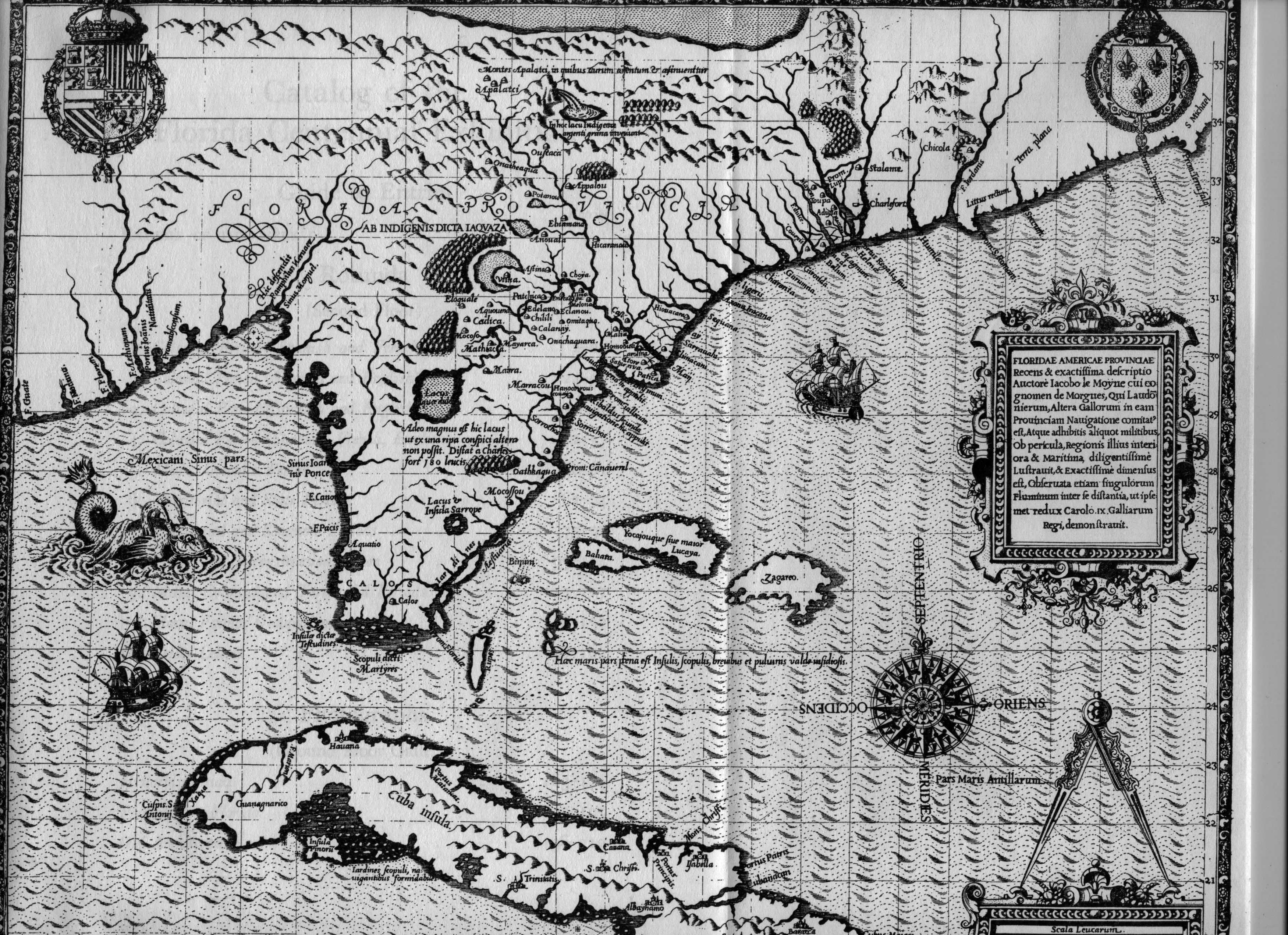
Een van de eerste kaarten van (la) Florida (1591)

Het oorspronkelijke verhaal draait rond de Spaanse ontdekkingsreiziger Juan Ponce de León, die in 1513 op zoek zou zijn geweest naar deze fontein.
Ponce de León was een aantal jaren gouverneur van Puerto Rico geweest, en de plaatselijke Taino-indianen zagen de op goud beluste Spanjaarden liever gaan dan komen. Zo werd er door een indiaan verteld over de eeuwige bron der jeugd die te vinden zou zijn op een noordelijk gelegen eiland genaamd Bimini. Iets dergelijks werd de Spanjaarden in Colombia ook wijsgemaakt met het El Dorado-verhaal.
De indiaan verwees naar een verhaal van stamgenoten uit Cuba, Arawakstamhoofd Sequene, die nieuwsgierig met een aantal volgers naar Bimini trok, op zoek naar de bron, om vervolgens niet meer terug te keren. De medicijnman had optimistisch verteld aan de bewoners dat ze de bron toch wel gevonden moesten hebben.
De zoon van Christoffel Columbus, Diego, werd rond 1510 aangesteld als gouverneur van Puerto Rico en Juan Ponce de León had geen zin om onder hem te dienen. Zo ging hij op expeditie naar de noordelijk gelegen eilanden en werd hij een van de eerste Europeanen die vaste voet op het Amerikaanse continent zetten: bij de noordoostkust van Florida bij St Augustine of middenwestkust bij Charlotte Harbor of Marco Island. Zijn verblijf zou maar kort zijn geweest door dat de Calusa indianen gewelddadig waren en hij zou in 1521 pas terugkomen om het land (toen dachten ze een eiland) te koloniseren. Het gerucht ging wel dat De León een expeditie eropuit had gestuurd op zoek naar de bron, maar de waarheid is dat hij nog geen maand is gebleven in Florida. Ponce de León heeft echter nooit melding gemaakt in zijn logboek dat hij op zoek zou zijn geweest naar de bron.

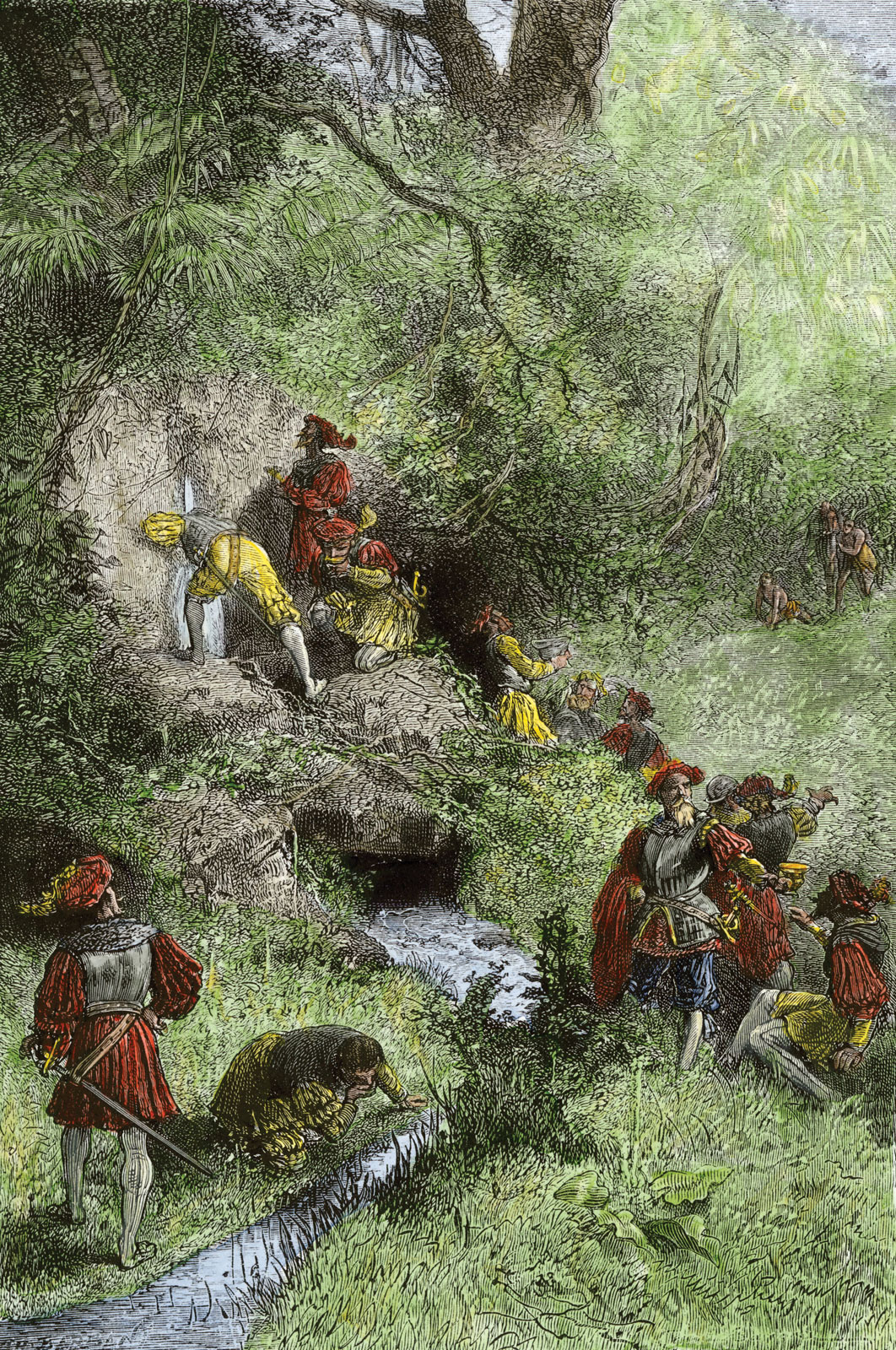
Een 19e-eeuwse impressie van Ponce de Leon en zijn mannen op zoek naar de bron.

Ook al zou Juan Ponce de León van de legende van de fontein gehoord en erin geloofd hebben, er werd pas echt over geschreven na zijn dood. Dat verband werd gelegd met de beschrijvingen van Hernando de Escalante Fontaneda in Memorias en Antonio de Herrera y Tordesillas in Geschiedenis van de Spanjaarden in de nieuwe wereld. De eerstgenoemde was als jongen aangespoeld op de kust van Florida en verbleef daar 17 jaar, gevangen gehouden door indianen, en werd  door Franse soldaten bevrijd. In zijn Memorias vertelt hij over een helende stroom die hij Jordan noemt, en zegt dat Juan Ponce de León ernaar heeft gezocht. Maar Fontenada verklaart dat hij sceptisch is m.b.t. de verklaring van dit verhaal. Schrijver Tordesillas heeft het verhaal gekopieerd van Fontenada en heeft er een hoofdstuk aan gewijd. Hij laat echter wel blijken dat de bron wel zeker bestaat. De verhalen van de Spanjaarden stammen uit 1575 en 1615.
Ponce de Leon zou beïnvloed zijn door Pietro Martyre van Anghiera een cartograaf die het Caribisch gebied als een van de eerste in kaart zou hebben gebracht en eveneens schrijver van het boekwerk  "Decades de Orbe Novo" over de reis die Juan de Solís in 1508 maakte in de Golf van Honduras en een eiland in die omgeving benoemt genaamd "Boinca" of "Aganeo" waar een helende bron of stroom zich zou bevinden. Het is goed mogelijk dat door verbastering van de naam "Boinca" naar "Boyunca" en vervolgens naar "Beimini" in "Bimini" het een groot zoek gebied werd naar de waterbron.

## De Soto expeditie
In 1539 begon conquistador Hernando de Soto met zijn expeditie door Florida vanuit waarschijnlijk Charlotte Harbor. Hij ging wat vreedzamer te werk en begon te handelen met de indianen in het gebied, hij ruilde bijvoorbeeld glazenkralen met zijn stamwapen erop tegen wapens of eten van de indianen. 
Al was niet bekend of De Soto officieel op zoek was naar een heilige water of bron, volgens mondelingse overleveringen zou hij helemaal tot in het huidige Arkansas gereisd zijn. Het verhaal gaat dat de Soto in gevecht raakte met de gewelddadige indianen stam "Tula" in oktober 1541, waar hij ernstig gewond raakte en vreedzame (Quachita) indianen brachten hem naar een meer, bron of binnen water in de Zig Zag Mountains, waar hij helemaal genas van zijn verwondingen. Er zijn in de jaren 2010-2019 aanwijzingen gevonden van aanwezigheid van Spaanse conquistadors in een grotenstelsel bij "Sulphur Springs" in Arkansas met de vondst van een Spaans zwaard, grafieken in steen en een petroglief.

## Tegenwoordig
In de stad St Augustine in Florida is de Fountain of Youth, National Archaeological park, gecreëerd als eerbewijs voor de plek waar Juan Ponce de León aan land zou zijn gekomen. Weinigen geloven dat het water verjongend werkt, maar dat belemmert niet dat toeristen eruit drinken.
In augustus 2006 verklaarde de illusionist David Copperfield dat hij de fontein van de eeuwige jeugd had gevonden in een cluster van vier eilanden in de Exuma-archipel in de Bahama's.

## Tibetaanse rites
In 1992 kwam in Nederland het boek Fontein der Jeugd van Peter Kelder uit, dat hij voor het eerst in 1939 uitbracht. Hij beweert dat dit boek non-fictie is en dat hij de fontein van de eeuwige jeugd heeft gevonden, met de dagelijkse uitvoering van een bepaalde serie Yogarites. Het boek heeft enkele controversiële aspecten, waardoor sommigen het rekenen tot de fictie.

## Films
- De film Fountain of Youth uit 1911 was waarschijnlijk de eerste bewerking van de legende naar film. De film is tot op heden vermist.
- Donalds Fountain of Youth is een animatiefilm uit 1953; het verhaal draait rond Donald Duck die met zijn neefjes op vakantie in Florida is en plotseling de fontein ontdekt. Donald komt dan in problemen als hij steeds jonger wordt. 
  - Er is ook een verhaal waarin Dagobert Duck met succes de bron vindt, met de hulp van Willie Wortel, die een stapel boeken over Ponce de León raadpleegt.
  - In een aflevering van de Duck Tales uit 1989 komt de bron of fontein ook voor.
- In een korte documentaire (18 min) getiteld Fountain of Youth uit 2005, gemaakt door Daniel Vernon, speelt de bron als een metafoor voor de Indiaanse bevolking van de Mojavewoestijn in Californië.
- The Fountain uit 2006 van Darren Arnofsky volgt een conquistador die op zoek is naar het water des levens, het verhaal verloopt dan in drie parallellen en draait uiteindelijk om het gegeven een middel te vinden voor het eeuwige leven.
- In 2011 kwam de film Pirates of the Caribbean: On Stranger Tides uit in de bioscoop. Hierin gaat piratenkapitein Jack Sparrow op zoek naar de fontein van de eeuwige jeugd, met behulp van zijn oude vlam Angelica.
- In 2003 kwam in de serie Stargate SG-1 de fontein van de eeuwige jeugd voor om de nieuwe "footsoldiers" te verslaan die Anubis had gecreëerd.

## Games
- Het spel Age of Empires 3 heeft een campaign-modus die gaat over de zoektocht naar de fontein van de eeuwige jeugd. Ook daar wordt beweerd dat zij in Florida ligt.